# كارمين سوزا
كارمين سوزا (بالبرتغالية: Carmen Souza‏) هي مغنية ومغنية مؤلفة برتغالية، ولدت في 1981 في لشبونة في البرتغال.

## وصلات خارجية
- الموقع الرسمي
- كارمين سوزا على موقع ميوزك برينز (الإنجليزية)
- كارمين سوزا على موقع أول ميوزيك (الإنجليزية)
- كارمين سوزا على موقع ديسكوغز (الإنجليزية)